# カミラ・ブライト
カミラ・ブライト（Camila de Paula Brait, 1988年10月28日 - ）は、ブラジルの女子バレーボール選手。ポジションはリベロ。ブラジル代表。

## 来歴
フルタル出身。2006年にPraia Clubeへ入団しバレーボール選手としてのキャリアをスタートさせる。2008年よりブラジル・スーパーリーガの強豪Osascoに所属し、長年にわたり活躍している。2009年、ブラジル代表に初選出される。同年8月のワールドグランプリ2009では、レシーバー登録で出場。2010年の世界選手権では、リベロ登録だった。2012年のロンドンオリンピックの最終メンバーからは外れた。
2013年はモントルーバレーマスターズ、ワールドグランプリ、グラチャンなど出場したすべての大会で金メダルを獲得した。
2014年からは代表引退したファビの後継者として正リベロを務める。同年のワールドグランプリで2連覇を果たし、世界選手権で銅メダルを獲得した。2019年に代表へ復帰し、ワールドカップに出場した。2021年開催の東京2020オリンピックでは銀メダルを獲得した。

## 球歴
- オリンピック - 2021年
- 世界選手権 - 2010年、2014年
- ワールドカップ - 2011年、2019年
- グラチャン - 2013年
- ワールドグランプリ - 2009年、2010年、2011年、2012年、2013年、2014年、2016年
- ネーションズリーグ - 2021年

## 受賞歴
- 2007年　パンアメリカンカップ　ベストディガー賞
- 2008年　パンアメリカンカップ　ベストディガー賞
- 2009年　南米クラブ選手権　ベストディガー賞
- 2010年　2009/10ブラジルスーパーリーガ　ベストリベロ賞
- 2010年　南米クラブ選手権　ベストリベロ賞
- 2011年　2010/11ブラジルスーパーリーガ　ベストレシーバー賞
- 2011年　南米クラブ選手権　ベストリベロ賞
- 2012年　2011/12ブラジルスーパーリーガ　ベストレシーバー賞
- 2012年　FIVB世界クラブ選手権　ベストリベロ賞
- 2013年　2012/13ブラジルスーパーリーガ　ベストディガー賞
- 2015年　2014/15ブラジルスーパーリーガ　ベストレシーバー賞
- 2015年　パンアメリカンゲームズ　ベストリベロ賞、ベストレシーバー賞、ベストディガー賞
- 2019年　2018/19ブラジルスーパーリーガ　ベストリベロ賞
- 2021年　2020/21ブラジルスーパーリーガ　ベストリベロ賞

## 所属クラブ
- Praia Clube（2006-2007年）
- São Caetano Esporte Clube（2007-2008年）
- オザスコ（2008-）